# Постна
Постна — река в России, протекает в Родниковском районе Ивановской области. Устье реки находится в 147 км по левому берегу реки Теза. Длина реки составляет 35 км, площадь водосборного бассейна — 242 км².
Исток реки находится восточнее деревни Гордяковка в 5 км к востоку от города Родники. В верхнем и среднем течении река описывает большое полукольцо с севера вокруг города Родники на удалении 5—6 км от центра. Протекает деревни Гордяково, Татаринцево, Максимовское, Федяково, посёлок Постнинский. Около посёлка Постнинский на реке плотина и запруда. Ниже посёлка Постнинский протекает деревни Иваниха и Каменки-Новые, в которой резко поворачивает на северо-запад. В нижнем течении протекает деревни Хрипово, Коево, Кочигино, Варвариха. Впадает в Тезу у деревни Мокеево.
Притоки — Мелчна, Молчна, Юдинская (правые); Шелковка (левый). Крупнейший приток — Молчна (17 км от устья по правому берегу. В водном реестре — «река без названия, у с. Увариха»).

## Данные водного реестра
По данным государственного водного реестра России относится к Окскому бассейновому округу, водохозяйственный участок реки — Клязьма от города Ковров и до устья, без реки Уводь, речной подбассейн реки — бассейны притоков Оки от Мокши до впадения в Волгу. Речной бассейн реки — Ока.
По данным геоинформационной системы водохозяйственного районирования территории РФ, подготовленной Федеральным агентством водных ресурсов:
- Код водного объекта в государственном водном реестре — 09010301112110000033273
- Код по гидрологической изученности (ГИ) — 110003327
- Код бассейна — 09.01.03.011
- Номер тома по ГИ — 10
- Выпуск по ГИ — 0